# 모드 애퍼타우
모드 애퍼타우(영어: Maude Apatow, 1997년 12월 15일 ~ )는 미국의 배우로, 영화 감독 저드 애퍼타우와 배우 레슬리 맨의 장녀이다. 아버지가 연출한 영화 《사고친 후에》(2007), 《디스 이즈 40》(2012) 등에 조역으로 출연하였다.

## 출연 작품

### 영화
- 사고친 후에 (2007) - 세이디 역
- 퍼니 피플 (2009) - 메이블 역
- 디스 이즈 40 (2012) - 세이디 역
- 어쌔신 걸스 (2018) - 그레이스 역
- 더 킹 오브 스태튼 아일랜드 (2020) - 클레어 칼린 역

### 텔레비전
- 걸스 (2015) - 클레오 역
- 유포리아 (2019-) - 렉시 하워드 역
- 오, 할리우드 (2020) - 헨리에타 카스텔로 역